# Port de Pailhères
De Port de Pailhères is een bergpas gelegen in de Franse Pyreneeën.
De bergpas werd tot nu toe vijf keer verreden in de Ronde van Frankrijk: 2003, 2005, 2007, 2010 en 2013.
In 2005 legde Georg Totschnig de basis voor zijn etappeoverwinning in de Ronde van Frankrijk op deze bergpas. In de 14de etappe van de Ronde van Frankrijk in 2010 kwam Christophe Riblon als eerste boven, waarna hij uiteindelijk ook de rit won. In de 8e Etappe van de Ronde van Frankrijk 2013 was de Colombiaan Nairo Quintana de eerste die de top bereikte.
Doorkomsten in de Ronde van Frankrijk:
- 2003:  Carlos Sastre
- 2005:  Georg Totschnig
- 2007:  Rubén Pérez
- 2010:  Christophe Riblon
- 2013:  Nairo Quintana